# Филоноя
Филоно́я (др.-греч. Φιλονόη) — в греческой мифологии дочь ликийского царя Иобата, жена героя Беллерофонта.

## Мифология
Согласно легенде, Филоноя была дочерью царя Ликии Иобата и, по воле отца, вышла замуж за Беллерофонта, сына коринфского царя Главка.
Беллерофонт был так же прекрасен, как бог, и так же смел. Однако поначалу судьба не была к нему благосклонна. В родном Коринфе он случайно убил человека и был вынужден покинуть город. Он нашёл убежище во дворце царя Тиринфа Прета, мужа Антеи, сестры своей будущей супруги Филонои. Антея влюбилась в Беллерофонта и пыталась его соблазнить. Когда же он отказал ей в предложении стать любовниками, она разозлилась и перед мужем обвинила его в попытке изнасилования. Прет поверил ей, но, поскольку Беллерофонт был его гостем, он не хотел с ним связываться и чинить какую-либо расправу над ним. Он решил иначе: отправил Беллерофонта к своему тестю Иобату с запечатанной глиняной табличкой, надпись на которой выражала просьбу наказать обидчика.
Царь Иобат, приняв Беллерофонта в качестве гостя, не сразу выполнил пожелание Прета, так как прочёл письмо позднее. Когда же он, наконец, ознакомился с посланием, погрузился в долгие раздумья и в итоге  решил дать Беллерофонту задание, которое грозило ему смертью. Оно заключалось в убийстве Химеры — ужасного огнедышащего монстра с головой и шеей льва, туловищем козла и хвостом змеи. Однако Беллерофонт с помощью олимпийских богов и крылатого коня Пегаса убил Химеру и доставил её Иобату. Тогда царь дал ему другое задание, которое было уже совсем невозможно выполнить, согласно распространённому мнению, — победить солимов и амазонок. Но и с этим Беллерофонт справился и вернулся назад триумфатором. Иобат, которым завладел страх от немыслимых подвигов Беллерофонта, послал против него группу сильнейших ликийских солдат, но ни один из них не вернулся живым. Человек, который способен совершать такое, никак не может быть недостойным, решил Иобат и потому приветствовал Беллерофонта со всеми почестями, отдал ему в жёны свою дочь Филоною и назначил его наследником престола.
Филоноя родила от Беллерофонта трёх детей: сыновей Исандра и Гипполоха и дочь Лаодамию, в которую, по некоторым источникам, был влюблён сам бог Зевс.